# Ctenotus taeniolatus
Ctenotus taeniolatus es una especie de lagarto del género Ctenotus, familia Scincidae, orden Squamata. Cuenta con cuerpo simétrico, masa corporal de 10,61 g y longitud de 66,4 mm.

## Distribución
Se distribuye por Australia, en Nueva Gales del Sur, Queensland y Victoria.

## Taxonomía
Fue descrita por White en 1790.
Tratamiento taxonómico
La especie aparece registrada y publicada en Journal of a voyage to new South Wales, with sixty-five plates of non descript animals, birds, lizards, serpents, curious cones of trees and other natural productions. Debrett, London, 229 pp.